# Il clan di Zio Paperone
Il clan di Zio Paperone (Hound of Whiskerwiles) è una storia a fumetti scritta e disegnata da Carl Barks. Nella storia Paperone cita il nonno minatore Dingo de' Paperoni, che sarà successivamente ripreso da Don Rosa per il suo albero genealogico dei paperi.

## Trama
Paperone viene rifiutato dal palazzo dei nobili di Paperopoli, così infuriato racconta ai nipoti la triste storia del clan e la vicenda del mastino dei Whiskerwiles. I cinque paperi partono quindi per Colle Fosco, dove sentono ululare in lontananza: il mastino è vicino. I parenti decidono di attaccarlo e il mastino cade in una buca; si scopre così che il mastino in realtà era il pittore Angus McWhisker, che usava tale travestimento per tenere le persone a distanza dal feudo de' Paperoni.

## Personaggi della storia
- Paperon de' Paperoni
- Dingo de' Paperoni (citato da Paperone)
- Paperino
- Qui, Quo e Qua
- Angus McWhisker

## Pubblicazioni

### Italia
- Uack! 10

## Adattamenti
L'episodio "La maledizione del castello di zio Paperone" ("The Curse of Castle McDuck", 1987) della serie televisiva animata DuckTales - Avventure di paperi (1987-1990)  è un libero adattamento della storia di Barks.
L'episodio "The Secret(s) of Castle McDuck!" (2018) della serie televisiva animata reboot DuckTales (2017-in corso) trae ispirazione da varie storie a fumetti, tra cui "Il clan di Zio Paperone."